# Vilîțea, Șațk
Vilîțea (în ucraineană Вілиця, poloneză Wilica) este un sat în comuna Prîpeat din raionul Șațk, regiunea Volînia, Ucraina.

## Demografie
Componența lingvistică a localității Vilîțea
     Ucraineană (97,47%)
     Rusă (2,53%)
Conform recensământului din 2001, majoritatea populației localității Vilîțea era vorbitoare de ucraineană (97,47%), existând în minoritate și vorbitori de rusă (2,53%).